# Aéroport de Burns Lake
L'aéroport de Burns Lake est un aéroport situé en Colombie-Britannique, au Canada.